# Aime-la-Plagne
Aime-la-Plagne ist eine französische Gemeinde mit 4.409 Einwohnern (Stand: 1. Januar 2022) im Département Savoie in der Region Auvergne-Rhône-Alpes. Sie gehört zum Arrondissement Albertville und zum Kanton Bourg-Saint-Maurice.

## Geographische Lage
Aime-la-Plagne liegt rund 29 Kilometer südöstlich von Albertville in der Tarentaise. Durch die Gemeinde führt die Isère. Umgeben wird Aime-la-Plagne von den Nachbargemeinden Beaufort im Norden, La Plagne Tarentaise im Osten und Nordosten, Bozel und Notre-Dame-du-Pré im Süden, Hautecour im Westen und Südwesten sowie La Léchère im Westen.
Durch die Gemeinde führt die Route nationale 90.

## Geschichte
Zum 1. Januar 2016 wurde Aime-la-Plagne als Commune nouvelle aus den bis dahin eigenständigen Kommunen Aime, Granier und Montgirod gebildet.

## Gliederung
| Ortsteil                 | ehemaliger INSEE-Code | Fläche (km²) | Einwohnerzahl (2016) |
| ------------------------ | --------------------- | ------------ | -------------------- |
| Aime (Verwaltungssitz)00 | 73006                 | 50,74        | 3598                 |
| Granier                  | 73126                 | 30,31        | 0355                 |
| Montgirod                | 73169                 | 13,62        | 0478                 |

## Sehenswürdigkeiten

### Aime
- Basilika Saint-Martin, Monument historique
- Kirche Saint-Sigismond, Monument historique
- Stift Jovet
- Turm Montmayeur

### Granier
- Kirche Saint-Barthélemy

### Montgirod
- Kirche Saint-Laurent
- Kapelle Saint-Jean-Baptiste in Le Villaret

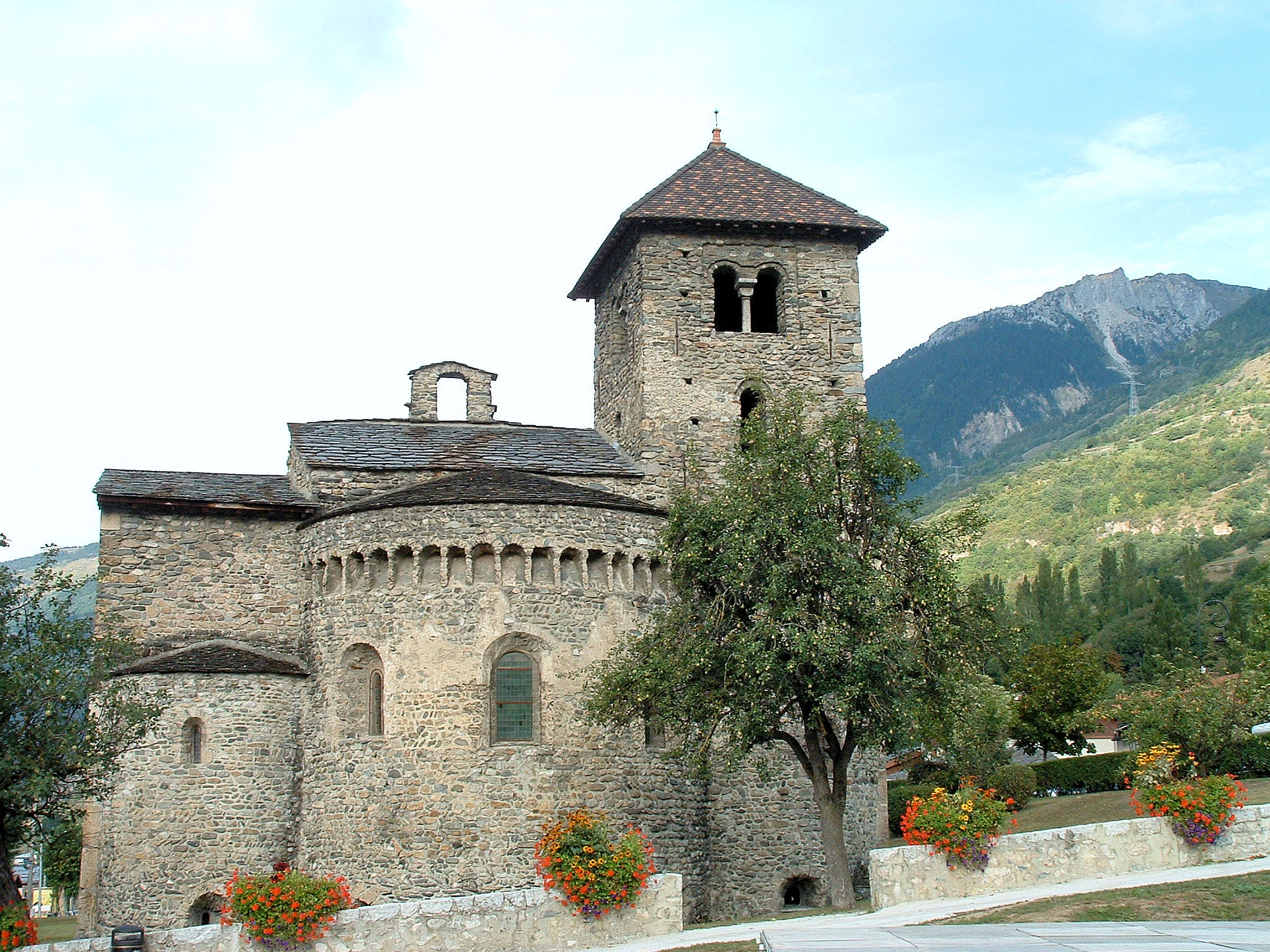
Basilika Saint-Martin in Aime
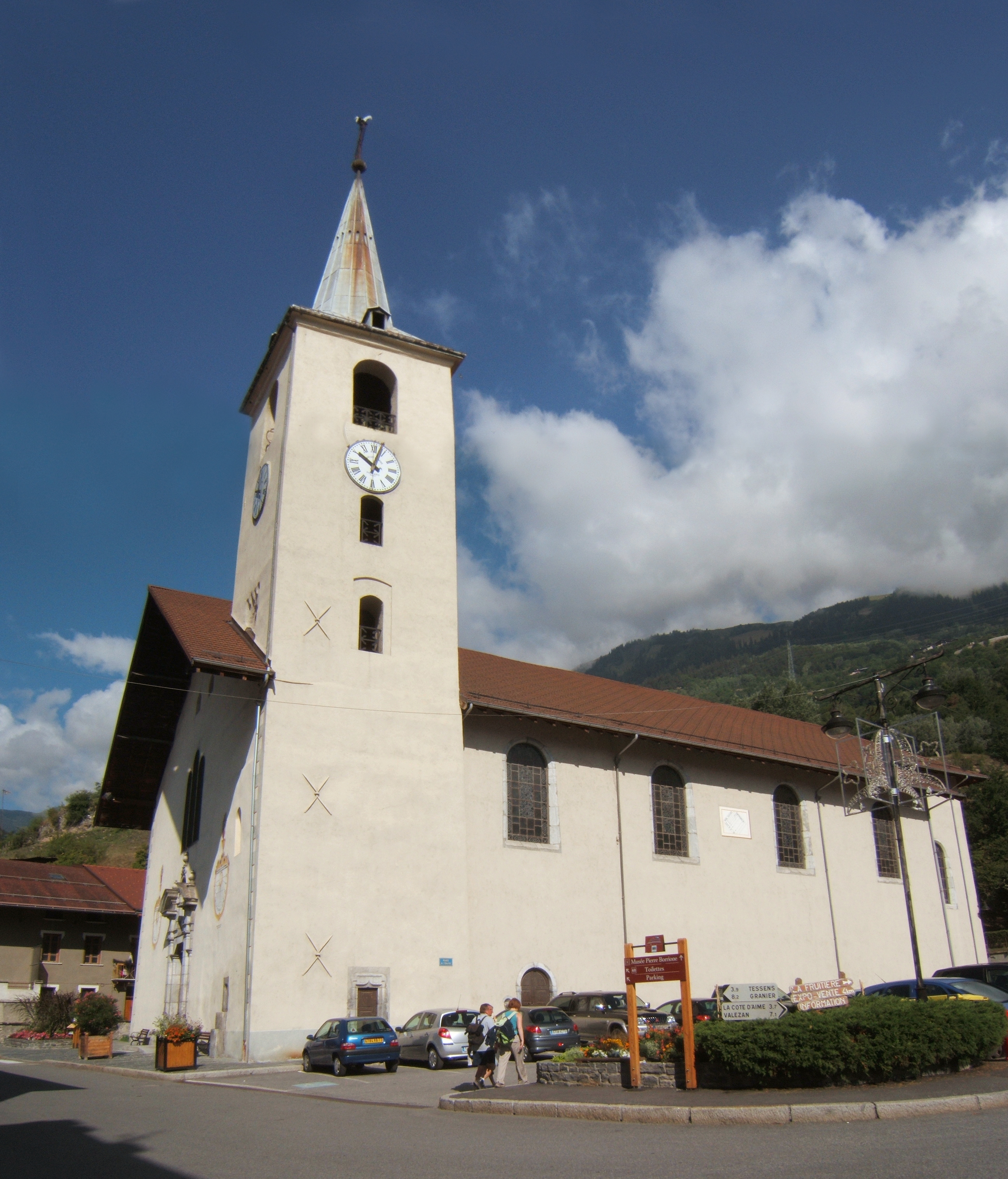
Kirche Saint-Sigismond
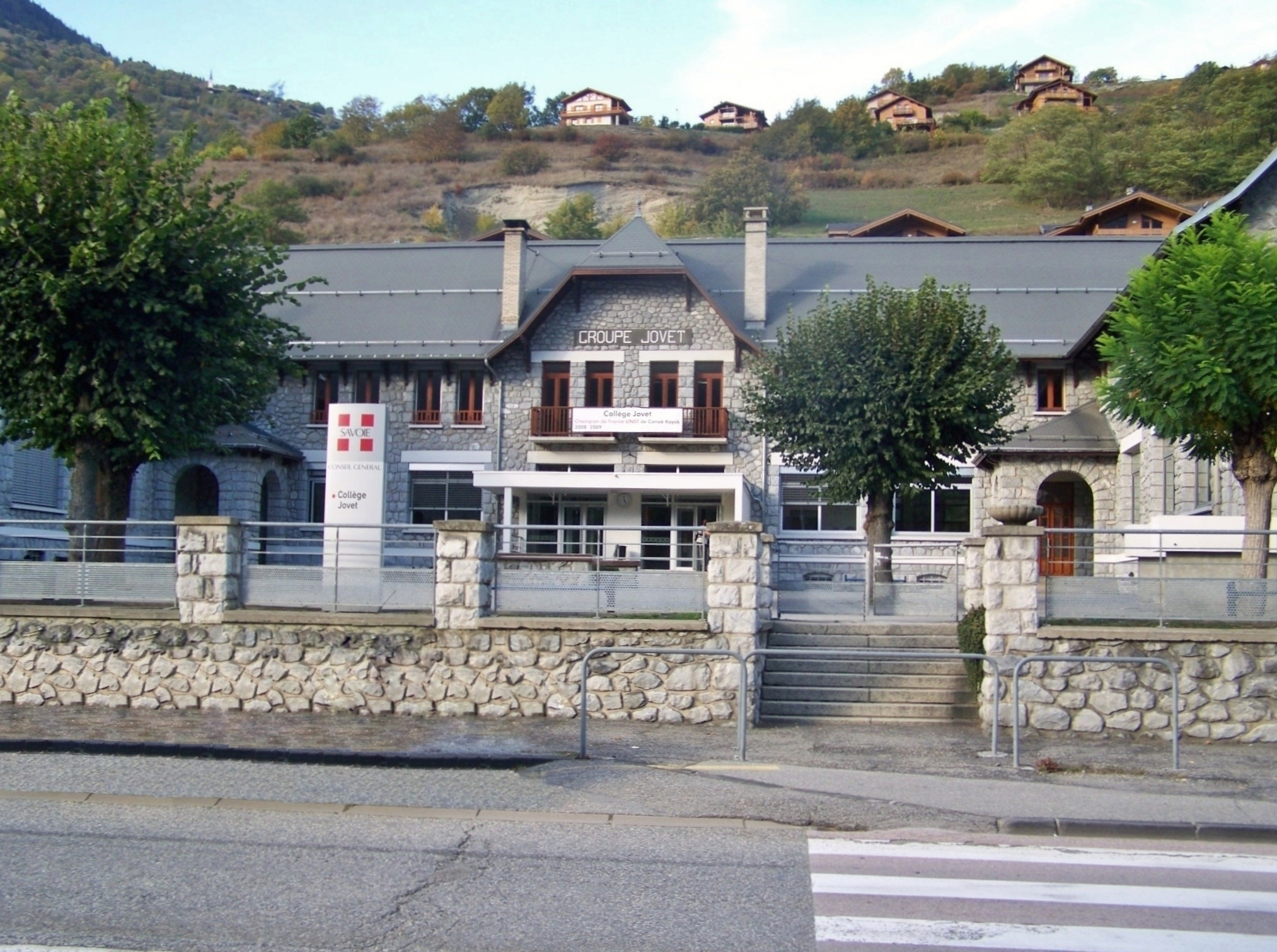
Stift Jovet
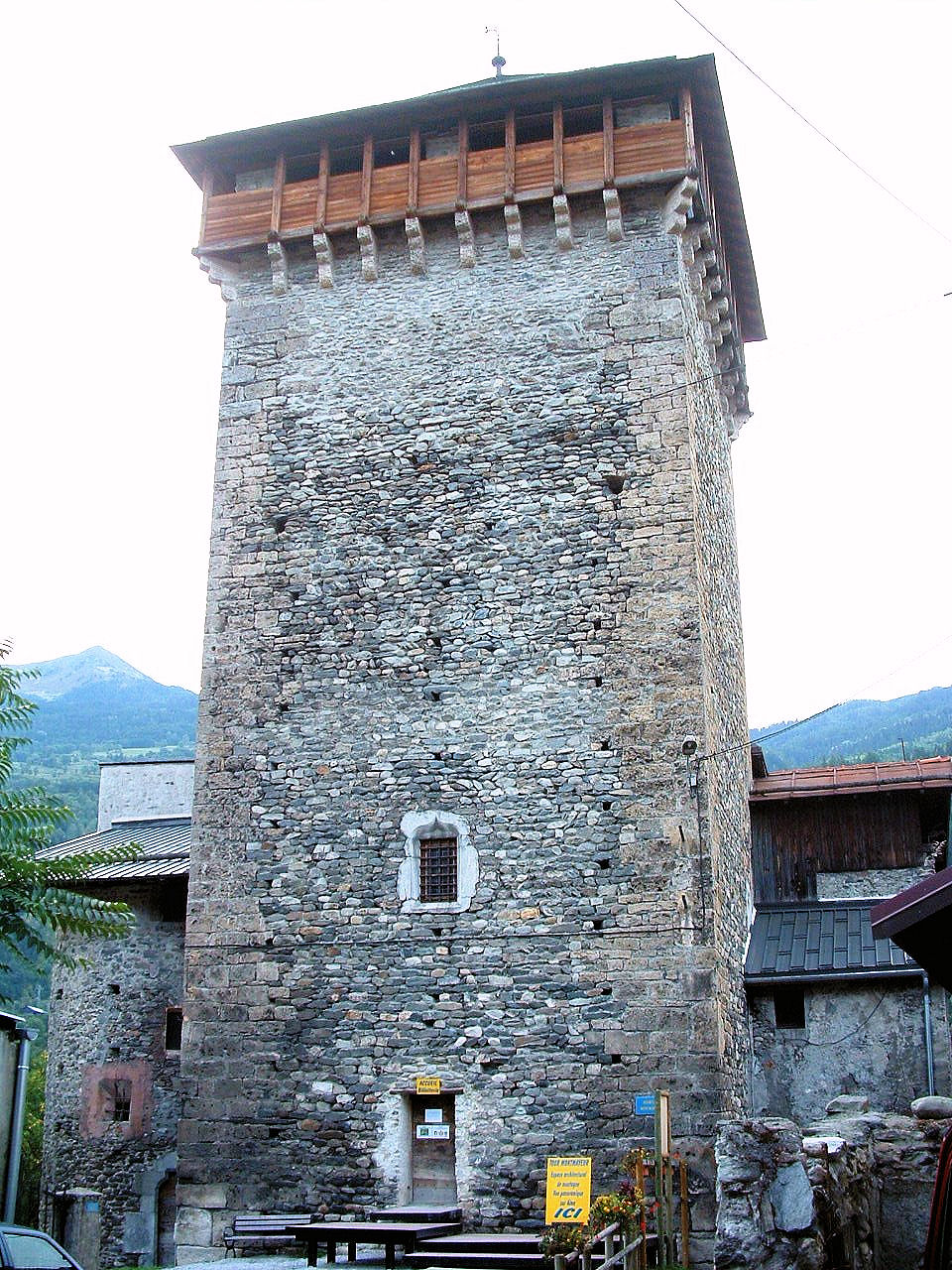
Turm Montmayeur
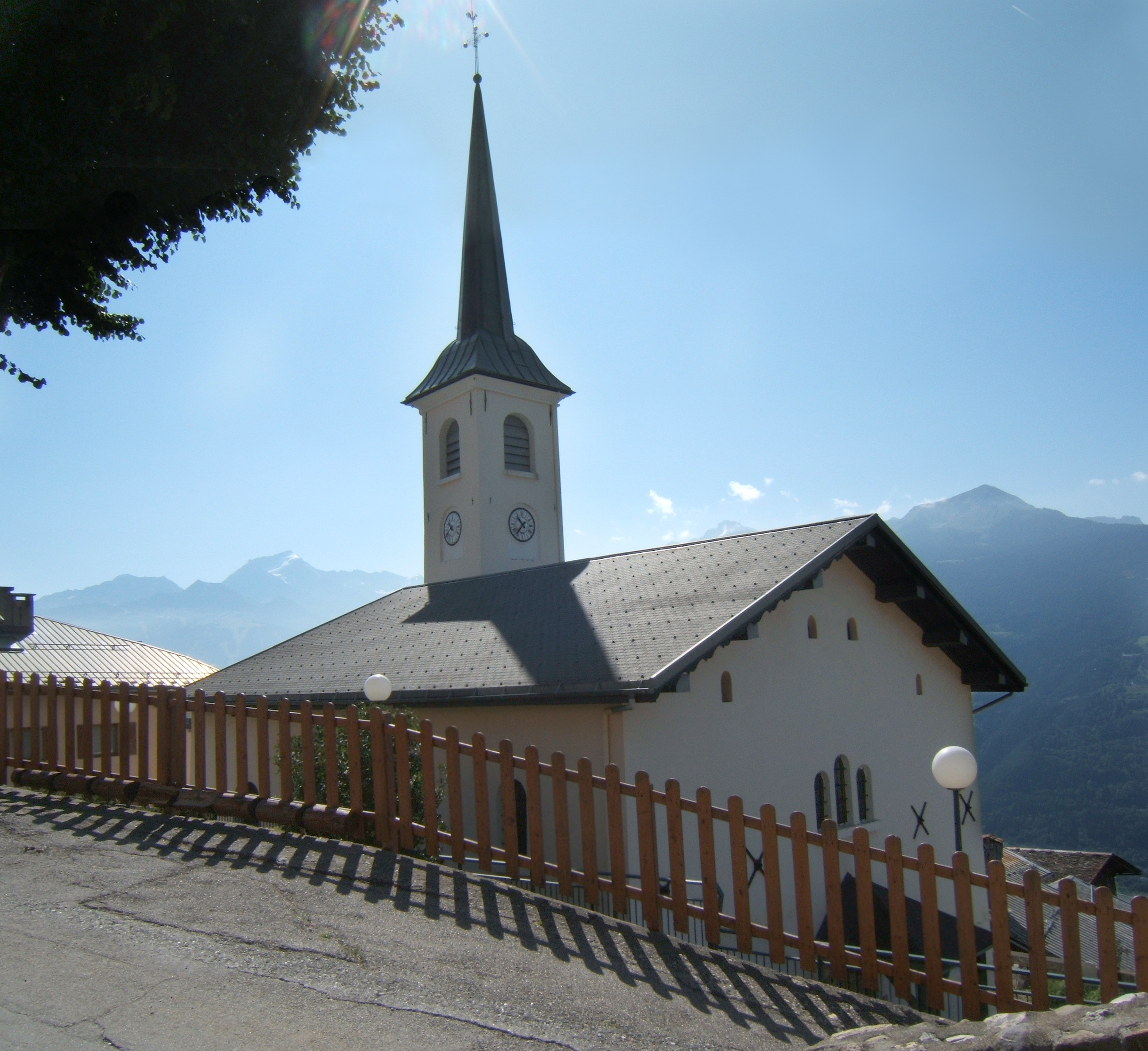
Kirche Saint-Barthélemy in Granier

## Persönlichkeiten
- Michel Canac (1956–2019), Skirennläufer
- Valérie Ducognon (* 1972), Skibergsteigerin
- Delphine Oggeri (* 1973), Skibergsteigerin
- Éric Perrot (* 2001), Biathlet